# گیل کوزیارا بودرو
گیل کوزیارا بودرو (انگلیسی: Gail Koziara Boudreaux؛ زادهٔ ۱۹۶۰ (۶۴–۶۵ سال)) اهالی کسب‌وکار اهل ایالات متحده آمریکا است.